# Őslények országa 6. – A Szaurusz Szikla titka
Az Őslények országa 6. – A Szaurusz Szikla titka (eredeti cím: The Land Before Time VI: The Secret of Saurus Rock) 1998-ban bemutatott amerikai rajzfilm, amelyet Charles Grosvenor rendezett. A forgatókönyvet Libby Hinson és John Loy írták. Az animációs játékfilm producere Charles Grosvenor. A zenéjét Michael Tavera és James Horner szerezték. A tévéfilm gyártója a Universal Animation Studios Universal 1440 Entertainment, forgalmazója a Universal Pictures Home Entertainment. Műfaja kalandfilm és zenés film.
Amerikában 1998. december 1-én a mozikban.

## Szereplők
| Szereplő               | Eredeti hang       | Magyar hang     |
| ---------------------- | ------------------ | --------------- |
| Tappancs nagypapája    | Kenneth Mars       | Fülöp Zsigmond  |
| Tappancs               | Thomas Dekker      | Szalay Csongor  |
| Kistülök               | Anndi McAfee       | Mánya Zsófia    |
| Kacsacsőr              | Aria Noelle Curzon | Molnár Ilona    |
| Röpcsi                 | Jeff Bennett       | Bolba Tamás     |
| Társtalan dinoszaurusz | Kris Kristofferson | Gesztesi Károly |
| Tappancs nagymamája    | Miriam Flynn       | Zsurzs Kati     |
| Kistülök apja          | John Ingle         | Uri István      |